# Life & Style
Life & Style är en amerikansk skvallertidning som startades 2004 av Bauer Media Group. Tidningen har samma utgivare som systerpublikationen In Touch Weekly. Life & Style fokuserar på kändisar och livsstilstrender.